# سادي إل. آدامز
سادي إل. آدامز (بالإنجليزية: Sadie L. Adams)‏ هي ناشِطة أمريكية، ولدت في 24 فبراير 1872 في ستونتون في الولايات المتحدة، وتوفيت في 30 يوليو 1945 في شيكاغو في الولايات المتحدة.